# Национална библиотека на Малта
Националната библиотека на Малта (на малтийски: Bibljoteka Nazzjonali ta' Malta), често известна като Bibliotheca (на малтийски: Bibljoteka), е справочна библиотека, разположена на площад „Република“ във Валета, Малта.
Основана е от Великия майстор Емануел дьо Рохан-Полдук през 1776 г. от колекциите на рицаря Луи Герен дьо Тенчин. Тя е законна депозитна библиотека от 1925 г. и има най-голямата колекция на Мелитенсия заедно с тази на Малтийския университет. Библиотеката също така съдържа архивите на Ордена на Свети Йоан, Университета на Мдина и Университета на Валета.
Библиотеката се помещава в сграда с неокласическа архитектура от края на 18 век, разположена в центъра на града, близо до Грандмайсторския дворец. Проектирана е от полско-италианските архитекти Стефано Итар и неговия син Себастиано Итар.

## История
Първи сведения за Националната библиотека на Малта датира от 1555 г., когато Великият магистър Клод дьо ла Сенгле постановява, че всички книги, принадлежащи на починали членове на Ордена на Свети Йоан, трябва да бъдат предадени в касата на Ордена.
През 1760 г. Луи Герен дьо Тенчин, Големият кръст на съдия-изпълнител на Ордена, закупува колекция от 9700 книги, принадлежащи на Хоакин Фернандес де Портокареро за 7000 скуди. Година по-късно той открива публична библиотека в сграда, известна като Ли Форфантоне във Валета, съдържаща книги от собствената му библиотека, както и колекцията на Портокареро, библиотеката на община Сент-Джей (която преди това се е съхранявала в ризницата на манастирската църква „Свети Йоан Кръстител“) и книги, дарени от членове на Ордена. Де Тенчин назначава Джовани Пиетро Франческо Агиус де Солданис за библиотекар и сам му плаща заплатата си. Де Тенчин умира през 1766 г., преди да успее да осигури средства за поддържане на библиотеката.
През 1776 г. Великият магистър Емануел дьо Рохан-Полдук официално основава Библиотека Публика, а в чест на Де Тенчин тя също е наричана Библиотека Тансеана. Форфантонът е смятан за твърде тесен, за да приюти новата библиотека, така че роденият в Полша италиански архитект Стефано Итар е възложен да проектира нова сграда на библиотеката през 1786 г. Сградата е построена на мястото на консерваторията, където златни и сребърни кюлчета от Съкровищницата на ордена е съхранявана. Завършен е през 1796 г., но остава празен в продължение на няколко години поради френската инвазия от 1798 г. В крайна сметка е открит на 4 юни 1812 г. от гражданския комисар сър Хилдебранд Оукс и става известна като Публична библиотека на Малта.
Библиотеката се превръща в легална депозитна библиотека със Закон №. II от 1925 г., а през 1936 г. е получил заглавието на Кралска библиотека в Малта от крал Джордж V. През 1937 г. архивите на Ордена са прехвърлени в библиотеката от публичния регистър.
През 1976 г. Централната обществена библиотека е открита в град Флориана, а библиотеката във Валета се превръща в изследователска и справочна библиотека, известна като Националната библиотека на Малта.